# Portofino (singolo)
Portofino è un singolo del gruppo musicale italiano Il Pagante, pubblicato il 1º luglio 2020 come primo estratto dal terzo album in studio Devastante.

## Descrizione
Il brano è prodotto dal duo di DJ italiano Merk & Kremont sulle note del brano Infinity del duo musicale Infinity Ink.
Il testo cita alcune personalità, come Flavio Briatore e Leonardo DiCaprio nel lungometraggio The Wolf of Wall Street, e riprende l'interpretazione di Dalida nella sua Love in Portofino, pezzo degli anni '50. Il videoclip è stato realizzato grazie alla collaborazione con la Guardia Costiera, la Marina e il comune della città di Portofino, vede la partecipazione del comico ed illusionista Raul Cremona (padre del produttore Kremont e zio del cantante Eddy Veerus) e la regia di Andrea Gallo. Nel video ufficiale, i tre cantanti interpretano tre farabutti.

## Pubblicazione
Nel giugno del 2020 il gruppo annuncia l'uscita di un nuovo singolo, Portofino. Il 24 giugno 2020 viene caricato sui social il teaser ufficiale. Per l'occasione, vengono pubblicati anche tre trailer riguardanti i tre componenti del gruppo, in cui ognuno di loro rappresenta un proprio alter ego: Roberta Branchini è Naomi Brancar, Federica Napoli è Chantal Naples ed Eddy Veerus è Edward Belfort.
Il singolo è stato pubblicato alla mezzanotte del primo luglio 2020 nei siti di streaming e download. Il 3 luglio dello stesso anno è stato reso disponibile anche il video musicale. Nella stessa giornata è avvenuta la diffusione tramite i mezzi radiofonici.

## Promozione
Il 4 luglio, il trio presenta la canzone nel mare di Rapallo nel primo party boat-in italiano, dove gli spettatori potevano attraverso le proprie imbarcazioni assistere al live, ottenendo un buon consenso. La performance è stata realizzata grazie alla collaborazione con Apple Music, Red Bull, Gin Engine e il comune di Rapallo.
Il gruppo ha inoltre organizzato un tour, “Ti Portofino in tour” per promuovere il singolo.

## Accoglienza
Il settimanale TV Sorrisi e Canzoni ha inserito la canzone nella playlist delle 10 canzoni della settimana del 7 luglio.

## Tracce
1. Il Pagante – Portofino – 2:45 (testo: Edoardo Cremona, Federico Mercuri, Giordano Cremona, Jacopo Angelo Ettorre)

## Formazione

### Gruppo
- Roberta Branchini - voce
- Federica Napoli - voce
- Eddy Veerus - voce

### Produzione
- Merk & Kremont - produzione

## Classifiche

### Classifiche settimanali
| Classifica (2020) | Posizione massima |
| ----------------- | ----------------- |
| Italia            | 20                |

### Classifiche di fine anno
| Classifica (2020) | Posizione |
| ----------------- | --------- |
| Italia            | 65        |

## Tournée
A partire dal 10 luglio 2020, è iniziato un tour del gruppo musicale dal titolo Ti Portofino in tour, con il DJ Set di DJ Fedex che si è concluso il 15 agosto successivo, annullando le ultime due date, in seguito alla chiusura a livello nazionale dei locali notturni.
| Data           | Città              | Stato  | Luogo             |
| -------------- | ------------------ | ------ | ----------------- |
| Europa         |                    |        |                   |
| 10 luglio 2020 | Trieste            | Italia | Cantera           |
| 12 luglio 2020 | Reggio Calabria    | Italia | Acanto Beach Club |
| 17 luglio 2020 | Laigueglia         | Italia | La Suerte         |
| 25 luglio 2020 | Lido di Spina      | Italia | Malua 54          |
| 1 agosto 2020  | Piacenza           | Italia | Paradise          |
| 5 agosto 2020  | Porto Rotondo      | Italia | Blue Beach        |
| 8 agosto 2020  | Padova             | Italia | Villa Barbieri    |
| 8 agosto 2020  | Lignano Sabbiadoro | Italia | Ca' Margherita    |
| 13 agosto 2020 | Riccione           | Italia | Peter Pan         |
| 28 agosto 2020 | Alassio            | Italia | La Suerte         |
| 15 agosto 2020 | Lucca              | Italia | Drop Club         |

### Concerti annullati
- La data prevista per il 29 agosto 2020 a Mondovi, presso il Capperi, è stata annullata in seguito alla chiusura nazionale dei locali notturni.
- La data prevista per il 5 settembre 2020 a Pavia, presso il Fonti Di Recoaro, è stata annullata in seguito alla chiusura nazionale dei locali notturni.